# Козинка (права притока Білої)
Козинка — річка в Україні, права притока Білої, притоки Айдару. Довжина річки 11,6 км.
Витік річки розташований у селі Грицаївка. Тече річка на північ в сторону села Бунчуківка, перед яким на річці споруджено Бунчуківське водосховище. У цьому селі до річки впадає невеликий потік, і річка змінює свій напрям течії на схід. Неподалік села Луб'янка річка впадає до Білої.